# Quattro Giorni di Dunkerque 1986
La Quattro Giorni di Dunkerque 1986, trentaduesima edizione della corsa, si svolse dal 5 al 10 maggio su un percorso di 925 km ripartiti in 5 tappe (la quinta suddivisa in due semitappe) più un cronoprologo, con partenza e arrivo a Dunkerque. Fu vinta dal belga Dirk De Wolf della Hitachi-Marc-Splendor davanti ai francesi Régis Simon e Gilbert Duclos-Lassalle.

## Tappe
| Tappa  | Data      | Percorso                                  | km  | Vincitore di tappa | Leader cl. generale |
| ------ | --------- | ----------------------------------------- | --- | ------------------ | ------------------- |
| Prol.  | 5 maggio  | Dunkerque > Dunkerque (cron. individuale) | 5,9 | Bernard Hinault    | Bernard Hinault     |
| 1ª     | 6 maggio  | Dunkerque > San Quintino                  | 204 | Dirk De Wolf       | Dirk De Wolf        |
| 2ª     | 7 maggio  | San Quintino > Denain                     | 186 | Bruno Wojtinek     | Dirk De Wolf        |
| 3ª     | 8 maggio  | Denain > Dunkerque                        | 182 | Bruno Wojtinek     | Dirk De Wolf        |
| 4ª     | 9 maggio  | Dunkerque > Armentières                   | 168 | Jean-Marie Wampers | Dirk De Wolf        |
| 5ª-1ª  | 10 maggio | Armentières > Cassel                      | 98  | Vincent Barteau    | Dirk De Wolf        |
| 5ª-2ª  | 10 maggio | Dunkerque > Dunkerque                     | 81  | Rigobert Matt      | Dirk De Wolf        |
| Totale | Totale    | Totale                                    | 925 |                    |                     |

## Dettagli delle tappe

### Prologo
- 5 maggio: Dunkerque > Dunkerque (cron. individuale) – 5,9 km

| Pos. | Corridore               | Squadra        | Tempo |
| ---- | ----------------------- | -------------- | ----- |
| 1    | Bernard Hinault         | La Vie Claire  | 7'07" |
| 2    | Jelle Nijdam            | Kwantum Hallen | a 1"  |
| 3    | Gilbert Duclos-Lassalle | Peugeot        | a 2"  |

| Pos. | Corridore       | Squadra       | Tempo |
| ---- | --------------- | ------------- | ----- |
| 1    | Bernard Hinault | La Vie Claire |       |

### 1ª tappa
- 6 maggio: Dunkerque > San Quintino – 204 km

| Pos. | Corridore      | Squadra | Tempo    |
| ---- | -------------- | ------- | -------- |
| 1    | Dirk De Wolf   | Hitachi | 6h33'15" |
| 2    | Régis Simon    | R.M.O.  | s.t.     |
| 3    | Pascal Campion |         | s.t.     |

| Pos. | Corridore    | Squadra | Tempo |
| ---- | ------------ | ------- | ----- |
| 1    | Dirk De Wolf | Hitachi |       |

### 2ª tappa
- 7 maggio: San Quintino > Denain – 186 km

| Pos. | Corridore           | Squadra       | Tempo    |
| ---- | ------------------- | ------------- | -------- |
| 1    | Bruno Wojtinek      | Peugeot       | 4h29'33" |
| 2    | Jean-Francois Rault | La Vie Claire | s.t.     |
| 3    | Marco van der Hulst | Skala-Skil    | s.t.     |

| Pos. | Corridore    | Squadra | Tempo |
| ---- | ------------ | ------- | ----- |
| 1    | Dirk De Wolf | Hitachi |       |

### 3ª tappa
- 8 maggio: Denain > Dunkerque – 182 km

| Pos. | Corridore          | Squadra        | Tempo    |
| ---- | ------------------ | -------------- | -------- |
| 1    | Bruno Wojtinek     | Peugeot        | 4h32'58" |
| 2    | Régis Simon        | R.M.O.         | s.t.     |
| 3    | Adrie van der Poel | Kwantum Hallen | s.t.     |

| Pos. | Corridore    | Squadra | Tempo |
| ---- | ------------ | ------- | ----- |
| 1    | Dirk De Wolf | Hitachi |       |

### 4ª tappa
- 9 maggio: Dunkerque > Armentières – 168 km

| Pos. | Corridore            | Squadra    | Tempo    |
| ---- | -------------------- | ---------- | -------- |
| 1    | Jean-Marie Wampers   | Hitachi    | 4h03'10" |
| 2    | Jean-Jacques Philipp | Fagor-MBK  | a 3"     |
| 3    | Jan Bogaert          | Transvemij | s.t.     |

| Pos. | Corridore    | Squadra | Tempo |
| ---- | ------------ | ------- | ----- |
| 1    | Dirk De Wolf | Hitachi |       |

### 5ª tappa - 1ª semitappa
- 10 maggio: Armentières > Cassel – 98 km

| Pos. | Corridore          | Squadra        | Tempo    |
| ---- | ------------------ | -------------- | -------- |
| 1    | Vincent Barteau    | R.M.O.         | 2h43'47" |
| 2    | Éric Caritoux      | Fagor-MBK      | a 14"    |
| 3    | Adrie van der Poel | Kwantum Hallen | a 16"    |

| Pos. | Corridore    | Squadra | Tempo |
| ---- | ------------ | ------- | ----- |
| 1    | Dirk De Wolf | Hitachi |       |

### 5ª tappa - 2ª semitappa
- 10 maggio: Dunkerque > Dunkerque – 81 km

| Pos. | Corridore     | Squadra    | Tempo    |
| ---- | ------------- | ---------- | -------- |
| 1    | Rigobert Matt | Fangio     | 1h02'42" |
| 2    | Jan Bogaert   | Transvemij | s.t.     |
| 3    | Thierry Marie | Système U  | s.t.     |

| Pos. | Corridore               | Squadra | Tempo     |
| ---- | ----------------------- | ------- | --------- |
| 1    | Dirk De Wolf            | Hitachi | 24h23'43" |
| 2    | Régis Simon             | R.M.O.  | a 1'40"   |
| 3    | Gilbert Duclos-Lassalle | Peugeot | a 3'49"   |

## Classifiche finali

### Classifica generale
| Pos. | Corridore               | Squadra                    | Tempo     |
| ---- | ----------------------- | -------------------------- | --------- |
| 1    | Dirk De Wolf            | Hitachi-Marc-Splendor      | 24h23'43" |
| 2    | Régis Simon             | R.M.O.                     | a 1'40"   |
| 3    | Gilbert Duclos-Lassalle | Peugeot-Shell-Michelin     | a 3'49"   |
| 4    | Charly Berard           | La Vie Claire Wonder-Radar | a 4'15"   |
| 5    | Éric Caritoux           | Fagor-MBK                  | a 4'16"   |
| 6    | Jean-Marie Wampers      | Hitachi-Marc-Splendor      | a 4'19"   |
| 7    | Ferdi Van den Haute     | Skala-Skil                 | a 4'24"   |
| 8    | Jan Bogaert             | Transvemij-Van Schilt      | a 4'38"   |
| 9    | Étienne De Wilde        | Hitachi-Marc-Splendor      | a 5'05"   |
| 10   | Rudy Dhaenens           | Hitachi-Marc-Splendor      | a 5'17"   |